# Thrikkaruva
Thrikkaruva es una ciudad censal situada en el distrito de Kollam en el estado de Kerala (India). Su población es de 25432 habitantes (2011). Se encuentra a 8 km de Kollam y a 72 km de Trivandrum.

## Demografía
Según el censo de 2011 la población de Thrikkaruva era de 25432 habitantes, de los cuales 12087 eran hombres y 13345 eran mujeres. Thrikkaruva tiene una tasa media de alfabetización del 93,05%, inferior a la media estatal del 94%: la alfabetización masculina es del 95,56%, y la alfabetización femenina del 90,81%.